# Luis Guifarro
Luis Eduardo Guifarro Pinto (Tegucigalpa, 25 agosto 1976) è un calciatore honduregno, centrocampista del Real Juventud.

## Carriera

### Club
Ha sempre giocato nel campionato honduregno.

### Nazionale
Con la maglia della Nazionale ha collezionato 14 presenze tra il 1998 e il 2005, venendo anche convocato per due edizioni della Gold Cup.